# Eferding

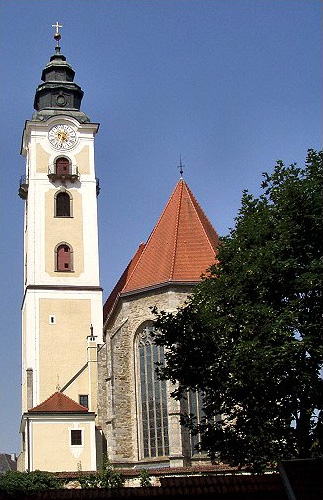
Katedra w Eferdingu

Eferding − miasto powiatowe w Austrii, w kraju związkowym Górna Austria, siedziba powiatu Eferding. Leży nad Dunajem, Liczy ok. 4 tys. mieszkańców.

## Współpraca
Miejscowość partnerska:
- Pasawa, Niemcy